# Kanadische Unterhauswahl 2000
- NDP: 13
- BQ: 38
- Lib: 172
- PC: 12
- Allianz: 66

Die 37. kanadische Unterhauswahl (engl. 37th Canadian General Election, frz. 37e élection fédérale canadienne) fand am 27. November 2000 statt. Gewählt wurden 301 Abgeordnete des kanadischen Unterhauses (engl. House of Commons, frz. Chambre des Communes). Die regierende Liberale Partei von Jean Chrétien konnte die absolute Mehrheit verteidigen und leicht ausbauen. Dabei profitierte sie erneut von der Zersplitterung der oppositionellen Kräfte. Die aus der Reformpartei hervorgegangene Kanadische Allianz bestätigte die Vormachtstellung im rechten politischen Spektrum, während der Niedergang der Progressiv-konservativen Partei weiter voranschritt. Die Neue Demokratische Partei erzielte eines ihrer schlechtesten Wahlergebnisse überhaupt.

## Die Wahl
Nach knapp dreieinhalb Jahren im Amt ersuchte Premierminister Chrétien bei Generalgouverneurin Adrienne Clarkson um die Auflösung des Parlaments. Politische Beobachter sahen verschiedene Gründe zur Ausrufung einer vorgezogenen Neuwahl. Erstens sollte der Aufstieg der neuen Kanadischen Allianz gebremst werden, die danach strebte, das rechte politische Spektrum zu vereinen. Zweitens ritt die Liberale Partei nach dem Tod des früheren Premierministers Pierre Trudeau auf einer Sympathiewelle. Drittens war die Wirtschaftslage gut und es gab kaum Themen, mit denen sich die Opposition profilieren konnte.

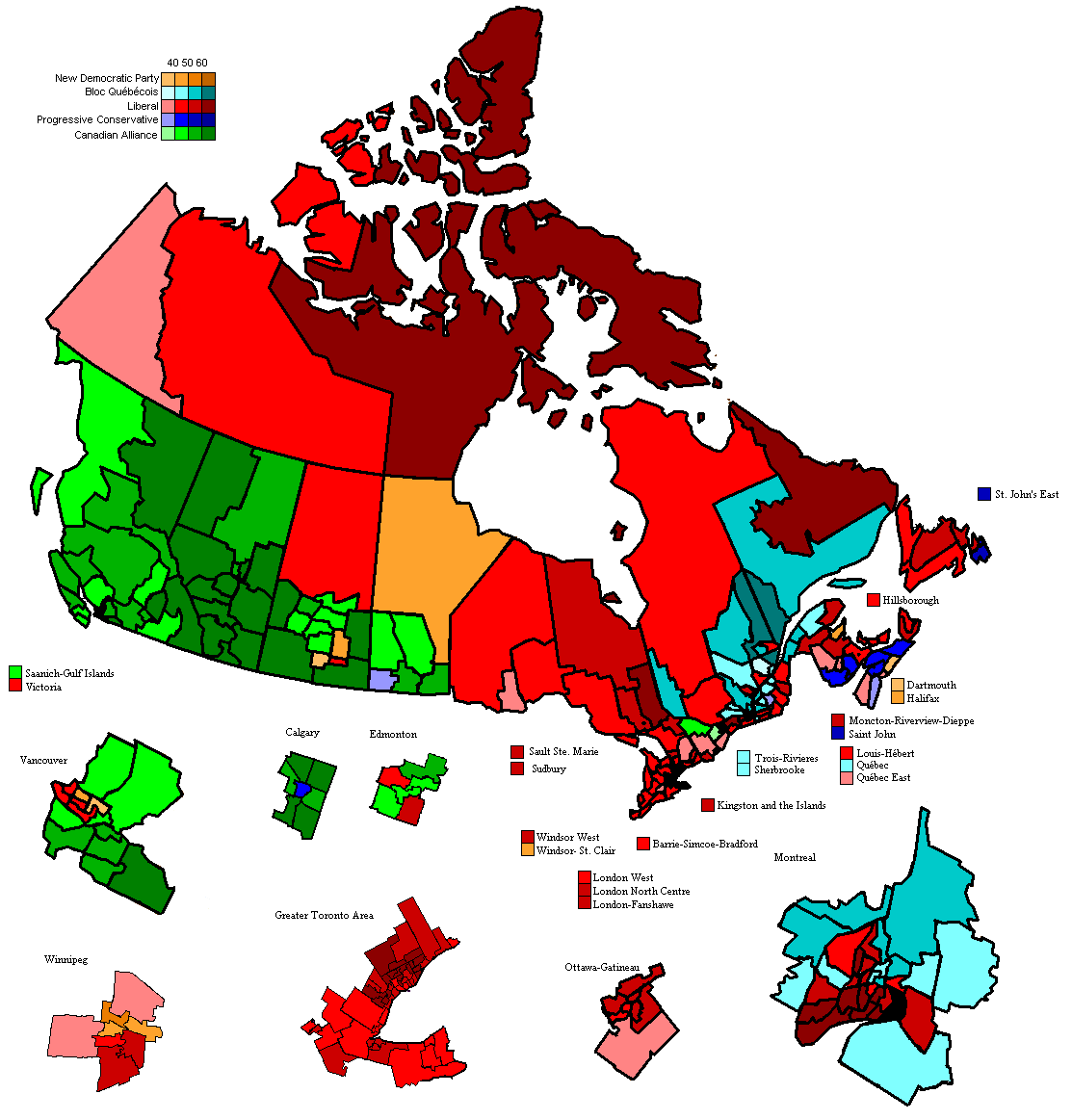
Wahlkreise im Detail

Die Liberalen hatten einige Erfolge vorzuweisen: Überschüsse im Staatshaushalt (und somit Schuldenabbau), bedeutende Ausgabenkürzungen durch Privatisierung von Staatsbetrieben, Einführung neuer Umweltschutzvorschriften sowie erhöhte Ausgaben im Sozialbereich, die durch die Mehreinnahmen finanziert wurden. Im Wahlkampf konzentrierten die Liberalen ihre Angriffe auf die Kanadische Allianzen und bezichtigten sie, eine gefährliche rechtspopulistische Bewegung zu sein, die den nationalen Zusammenhalt bedrohe. Innerparteilich erwuchs Chrétien starke Konkurrenz in der Person von Finanzminister Paul Martin, der Ambitionen hatte, selbst Parteivorsitzender und Premierminister zu werden.
Die Wahlstrategie der Liberalen war stark regionalisiert und war darauf ausgerichtet, in Ontario möglichst alle Wahlkreise zu gewinnen, in Québec dem Bloc Québécois einige Sitze zu entreissen, sich in den atlantischen Provinzen zu verbessern und die Verluste in Westkanada zu minimieren. Aus diesem Grund hielt sich Chrétien während des Wahlkampfs hauptsächlich im Osten auf und beschränkte seine Besuche im Westen auf ein Minimum. In Québec profitierten die Liberalen von der weiter sinkenden Beliebtheit der Progressiv-konservativen Partei nach dem Rücktritt des Vorsitzenden Jean Charest. Der neue Vorsitzender der Tories war dort unbeliebt und vor der Wahl traten drei Abgeordnete zu den Liberalen über. Alles in allem konnten die Liberalen ihre Ziele erreichen und erhöhten die Anzahl ihrer Sitze von 155 auf 172.
Eine neue Partei war die Kanadische Allianz, die nur wenige Monate vor der Wahl als Nachfolgerin der Reformpartei gegründet worden war. Deren Vorsitzender Preston Manning war enttäuscht darüber, dass es ihr nicht gelungen war, im Osten des Landes Fuß zu fassen und somit auf den Westen beschränkt blieb. Um weitere liberale Wahlsiege in Zukunft zu verhindern, schlug er vor, die Reformpartei und die Progressiv-konservative Partei zu vereinen. Dieses Vorhaben gelang zunächst nicht, aber aus der Reformpartei entstand die breiter aufgestellte Kanadische Allianz, die bei der angestrebten Vereinigung des rechten politischen Spektrums von Anfang an nur als Zwischenlösung gedacht war. Die Allianz wählte Stockwell Day zum neuen Vorsitzenden und trat im Wahlkampf bewusst als nationale Partei auf, die keineswegs nur die Interessen des Westens vertrete. Letztlich verfehlte die Allianz ihre Ziele deutlich. Zwar legte sie um sechs Sitze zu, doch in Ontario resultierten lediglich zwei Sitzgewinne, was im folgenden Jahr zur Ablösung Days führte.
Der Bloc Québécois litt unter der unpopulären Entscheidung seines Provinz-Gegenstücks Parti Québécois, zahlreiche Gemeinden zwangsweise zu fusionieren. Dies verärgerte zahlreiche Bloc-Wähler, die aus Protest entweder gar nicht wählen gingen oder Gegenkandidaten unterstützten. Die Strategie, ehemalige Anhänger der Progressiv-Konservativen auf seine Seite zu ziehen, scheiterte, da sich diese überwiegend für die Liberalen entschieden. Trotz leicht höherem Wähleranteil resultierten sechs Sitzverluste.
Die sozialdemokratische Neue Demokratische Partei (NDP) litt unter dem skandalumwitterten Rücktritt des Premierministers von British Columbia, Glen Clark, im Jahr zuvor. Hinzu kamen Wahlniederlagen in Saskatchewan, Nova Scotia und Yukon sowie Streitigkeiten mit verschiedenen Gewerkschaften. Die NDP wurde von den Medien kaum beachtet und die Vorsitzende Alexa McDonough kam wegen ihrer mangelnden Fremdsprachkenntnisse in der französischsprachigen Fernsehdebatte kaum zu Wort. Der Wähleranteil der NDP fiel deutlich unter 10 % und die Partei verlor acht Sitze.
Unter der Führung des neuen Vorsitzenden Joe Clark, der 1979/80 für kurze Zeit Premierminister gewesen war und sein politisches Comeback wagte, hoffte die Progressiv-konservative Partei, ihren angestammten Status als bedeutende Partei wiederzuerlangen. Die in Clark gesetzten Erwartungen erfüllten sich nicht: Die Tories fielen von 20 auf 12 Sitze zurück, womit sie gerade noch Fraktionsstärke erreichten.
Die Wahlbeteiligung betrug 64,1 %.

## Ergebnisse

### Gesamtergebnis

Übersicht der Provinzen und Territorien

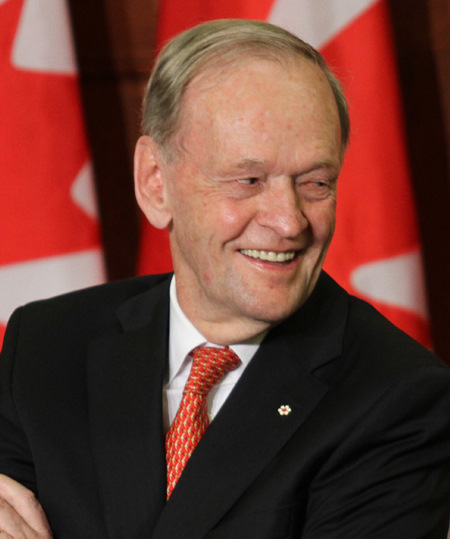
Jean Chrétien

| Partei | Partei                         | Vorsitzender             | Kandi- daten | Sitze 1997 | bei Auf- lösung | Sitze 2000 | +/−  | Stimmen    | Anteil  | +/−      |
| ------ | ------------------------------ | ------------------------ | ------------ | ---------- | --------------- | ---------- | ---- | ---------- | ------- | -------- |
|        | Liberale Partei                | Jean Chrétien            | 301          | 155        | 161             | 172        | + 17 | 5.252.031  | 40,85 % | + 2,39 % |
|        | Kanadische Allianz 1           | Stockwell Day            | 298          | 060        | 058             | 066        | + 06 | 3.276.929  | 25,49 % | + 6,14 % |
|        | Bloc Québécois                 | Gilles Duceppe           | 075          | 044        | 044             | 038        | − 06 | 1.377.727  | 10,72 % | + 0,05 % |
|        | Neue Demokratische Partei      | Alexa McDonough          | 298          | 021        | 019             | 013        | − 08 | 1.093.868  | 8,51 %  | − 2,54 % |
|        | Progressiv-konservative Partei | Joe Clark                | 291          | 020        | 015             | 012        | − 08 | 1.566.998  | 12,19 % | − 6,65 % |
|        | Grüne Partei                   | Joan Russow              | 111          |            |                 |            |      | 104.402    | 0,81 %  | + 0,38 % |
|        | Marijuana Party                | Marc-Boris Saint-Maurice | 073          |            |                 |            |      | 66.258     | 0,51 %  | + 0,51 % |
|        | Nicht parteigebunden           |                          | 057          |            |                 |            |      | 37.591     | 0,29 %  | + 0,28 % |
|        | Canadian Action Party          | Paul Hellyer             | 070          |            |                 |            |      | 27.103     | 0,21 %  | + 0,08 % |
|        | Unabhängige                    |                          | 029          | 1          | 004             |            | − 01 | 17.445     | 0,14 %  | − 0,32 % |
|        | Naturgesetzpartei              | Neil Paterson            | 069          |            |                 |            |      | 16.577     | 0,13 %  | − 0,16 % |
|        | Marxisten-Leninisten           | Sandra L. Smith          | 084          |            |                 |            |      | 12.068     | 0,09 %  |          |
|        | Kommunistische Partei          | Miguel Figueroa          | 052          |            |                 |            |      | 8.776      | 0,07 %  | + 0,07 % |
| Gesamt | Gesamt                         | Gesamt                   | 1.808        | 301        | 301             | 301        |      | 12.857.773 | 100,0 % |          |

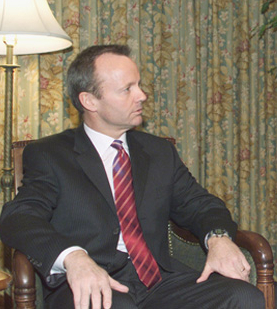
Stockwell Day

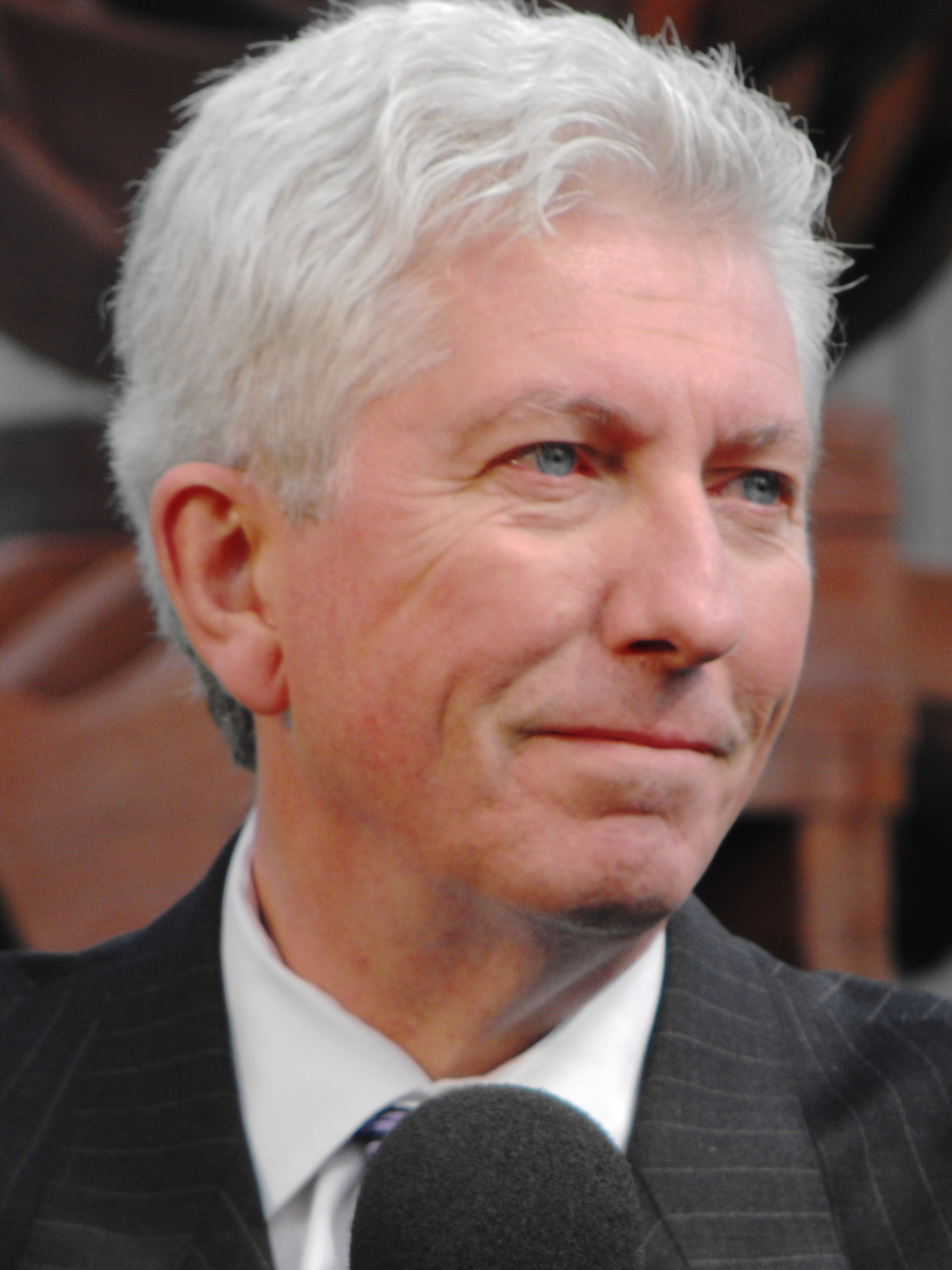
Gilles Duceppe

1 im Vergleich zum Ergebnis der Reformpartei im Jahr 1997

### Ergebnis nach Provinzen und Territorien
| Partei       | Partei                         | Partei       | BC   | AB   | SK   | MB   | ON   | QC   | NB   | NS   | PE   | NL   | NU   | NW   | YK   | Gesamt |
| ------------ | ------------------------------ | ------------ | ---- | ---- | ---- | ---- | ---- | ---- | ---- | ---- | ---- | ---- | ---- | ---- | ---- | ------ |
|              | Liberale Partei                | Sitze        | 5    | 2    | 2    | 5    | 100  | 36   | 6    | 4    | 4    | 5    | 1    | 1    | 1    | 172    |
|              | Liberale Partei                | Anteil in %  | 27,7 | 20,9 | 20,7 | 32,5 | 51,5 | 44,2 | 41,7 | 36,5 | 47,0 | 44,9 | 69,0 | 45,3 | 32,9 | 40,8   |
|              | Kanadische Allianz             | Sitze        | 27   | 23   | 10   | 4    | 2    |      |      |      |      |      |      |      |      | 66     |
|              | Kanadische Allianz             | Anteil in %  | 49,4 | 58.9 | 47,7 | 30,4 | 23,6 | 6,2  | 15,7 | 9,6  | 5,0  | 3,9  |      | 17,6 | 27,0 | 25,5   |
|              | Bloc Québécois                 | Sitze        |      |      |      |      |      | 38   |      |      |      |      |      |      |      | 38     |
|              | Bloc Québécois                 | Anteil in %  |      |      |      |      |      | 39,9 |      |      |      |      |      |      |      | 10,7   |
|              | Neue Demokratische Partei      | Sitze        | 2    |      | 2    | 4    | 1    |      | 1    | 3    |      |      |      |      |      | 13     |
|              | Neue Demokratische Partei      | Anteil in %  | 11,3 | 5,4  | 26,2 | 20,9 | 8,3  | 1,8  | 11,7 | 24,0 | 9,0  | 13,1 | 18,3 | 26,9 | 32,1 | 8,5    |
|              | Progressiv-konservative Partei | Sitze        |      | 1    |      | 1    |      | 1    | 3    | 4    |      | 2    |      |      |      | 12     |
|              | Progressiv-konservative Partei | Anteil in %  | 7,3  | 13.5 | 4,8  | 14,5 | 14,4 | 5,6  | 30,5 | 29,1 | 38,4 | 34,5 | 8,1  | 10,1 | 7,6  | 12,2   |
|              | Grüne Partei                   | Anteil in %  | 2,1  | 0,5  | 0,4  | 0,2  | 0,9  | 0,6  |      | 0,1  | 0,3  |      | 4,5  |      |      | 0,8    |
|              | Marijuana Party                | Anteil in %  | 0,7  | 0,2  |      | 0,1  | 0,3  | 1,0  | 0,1  | 0,4  |      |      |      |      |      | 0,5    |
|              | Canadian Action Party          | Anteil in %  | 0,8  | 0,1  | 0,2  | 0,2  | 0,2  |      |      |      |      |      |      |      |      | 0,2    |
|              | Naturgesetzpartei              | Anteil in %  | 0,1  |      |      |      | 0,1  | 0,3  | 0,2  |      | 0,1  | 0,1  |      |      |      | 0,3    |
|              | Marxisten-Leninisten           | Anteil in %  | 0,1  |      |      |      | 0,1  | 0,2  |      | 0,1  |      |      |      |      |      | 0,1    |
|              | Kommunistische Partei          | Anteil in %  | 0,1  |      |      | 0,3  | 0,1  | 0,1  |      |      |      |      |      |      |      | 0,1    |
|              | Sonstige                       | Anteil in %  | 0,4  | 0,4  |      | 1,0  | 0,6  | 0,2  |      | 0,2  | 0,1  | 4,4  |      |      | 0,4  | 0,4    |
| Sitze gesamt | Sitze gesamt                   | Sitze gesamt | 34   | 26   | 14   | 14   | 103  | 75   | 10   | 11   | 4    | 7    | 1    | 1    | 1    | 301    |